# En la estación Basilisco
En la estación Basilisco (título original en inglés: On Basilisk Station) es una novela de ciencia ficción del subgénero bélico escrita por David Weber y publicada por la editorial Baen Books en 1993. Fue publicada en español por la editorial La Factoría de Ideas en 2004. Es la primera de las novelas que tiene como protagonista a Honor Harrington, oficial de la Real Armada del Reino Estelar de Mantícora.

## Contexto
David Weber reconoce haberse inspirado en la figura de Horatio Hornblower, célebre protagonista de una serie de diez novelas sobre la Armada Inglesa de los siglos XVIII y XIX, en el contexto de las Guerras Napoleónicas, de la que es autor C.S. Forester.[cita requerida]

## Argumento
En el prólogo de la novela, los líderes de la República Popular de Haven deciden continuar su expansión militar por la galaxia para seguir financiando su maltrecha economía basada en subsidios y el oneroso costo de su armada. Para ello, acuerdan hacerse con el estratégico sistema estelar de Basilisco, en manos del Reino Estelar de Mantícora.
La comandante Honor Harrington, que acaba de graduarse en el Curso Táctico Avanzado de la Real Armada Manticoriana (R.A.M.), asume el mando del crucero ligero "Intrépido" (Fearless en la versión original en inglés). Honor descubre ―para su consternación― que la nave ha sido despojada de su habitual panoplia de armamento para hacer sitio a una lanza gravitacional, un arma tremendamente poderosa pero que solo puede emplearse a muy corto alcance. En los siguientes juegos de guerra, la Intrépido logra una fácil victoria en la primera ronda gracias a la lanza, pero en los siguientes combates, una vez los contrincantes saben a qué se enfrentan, es derrotada una y otra vez. Culpando a Harrington por el fracaso del sistema de armas, el almirantazgo transfiere a la Intrépido a tareas de patrulla rutinaria en la estación Basilisco, un remoto y tranquilo puesto fronterizo del reino.
Una vez en Basilisco, la comandante Harrington descubre que la única otra nave asignada allí es la de Lord Capitán Pavel Young, un noble consentido que intentó violarla cuando ambos estudiaban en la Academia Naval. Young abandona Basilisco con la excusa de tener que efectuar reparaciones en su nave, con la secreta intención de que Harrington fracase ante la imposibilidad de controlar la seguridad del sistema con una sola nave.
La misión principal de Harrington en el sistema es el control aduanero. Honor utiliza las naves auxiliares de la Intrépido como patrulleras y refuerza con sus hombres la labor de los agentes locales, logrando con ello confiscar importantes alijos de contrabando que estaban realizándose a través del sistema y ganándose con ello tanto la ira de poderosos mercaderes manticorianos como un renovado respeto por la labor de la flota del personal del sistema. Entre el contrabando requisado se ha descubierto una droga que provoca violentas reacciones entre la especie aborigen del planeta local de Medusa. Una redada posterior en los laboratorios de la droga en el planeta saca a la luz que alguien está suministrando armas adaptadas a la fisiología de los habitantes de Medusa. Los oficiales de la Intrépido comienzan a  sospechar que las fuerzas de Haven están trabajando en contra de ellos y empiezan a ver los signos de la inminente invasión. Haven ha organizado una revuelta de los medusianos como pretexto para intervenir en el sistema, como una etapa inicial para conquistar todo el reino de Mantícora.
La revuelta de los aborígenes medusianos es fácilmente reprimida por los marines de la Intrépido. Mientras tanto, Honor debe combatir con un acorazado havenita disfrazado como carguero de gran tonelaje, y clave en el plan de conquista de Haven. La Intrépido no es rival para el acorazado, pero la táctica de hostigamiento de Harrington provoca que el capitán havenita, en su deseo de destruir al adversario, exponga su nave al alcance de la lanza gravitacional. Desbaratado el plan de Haven, refuerzos venidos de Manticora disuaden a la flota invasora de intervenir. Honor es condecorada y recibida en Mantícora como una heroína de guerra. La destrozada Intrépido es dada de baja, pero Honor recibe en su lugar una nueva nave, un crucero pesado bautizado también con el nombre de Intrépido.